# Mariano Ambrosio Escudero
Mariano Ambrosio Escudero (17---1803), va néixer a Azara, província d'Osca. Fou arxipreste d'Àger entre 1782 i 1790. El 12 de novembre de 1789 va ser nomenat canceller de la Universitat de Cervera. i es mantingué en el càrrec fins a l'any de la seva defunció, 1803.

## Biografia
Mariano Ambrosio Escudero (17---1803), va néixer a Azara, província d'Osca. Fou arxipreste d'Àger entre 1782 i 1790. Va ser professor d'Institut. El 12 de novembre de 1789 va ser nomenat canceller de la Universitat de Cervera. i es mantingué en el càrrec fins a l'any de la seva defunció, 1803.
La reforma del Col·legi dels pobres estudiants va ser una iniciativa seva i va consistir en l'ampliació de l'edifici, la construcció de la capella, i també va promoure un nou reglament d'aquest. Va morir el 10 de novembre de 1803.

## Publicacions
- Guasch Batlle, Ramón; Escudero, Mariano Ambrosio. Qvaestiones medicae tres, sorte datae coram ... D.D. Mariano Ambrosio Escvdero ... pro cathedra institvtionvm medicarvm antiqviori vacante per obitvm D.D. Francisci Ginesta, qvas lege praefixo decem diervm termino expositas enodatasque, Deo eiusque Immaculata Matre faventibus, defendet ab argumentis trium ex competitoribus in maiori acad. theatro die hor. mat. & die hor. vespert. mensis Martii anni 1794. Cervariae Lacetan: typis Academicis, 1794. Disponible a: Catàleg de les biblioteques de la UB.
- Escudero, Mariano Ambrosio. "Con fecha de 6 de este mes me dice el señor don Juan Manuel Alvarez lo siguiente: ... he dado cuenta al Rey de lo que expuso el cirujano de cámara don Leonardo Gallí en papel de 6 de febrero de 1796 á cerca de los exâmenes y derechos que deberian preceder para conferir el grádo de bachiller en los colegios de cirujía ...". [Barcelona : s.n., 1798 o post.]. Disponible a: CCPBC Catàleg Col·lectiu del Patrimoni Bibliogràfic de Catalunya